# Bourrelet sus-orbitaire
Pour les articles homonymes, voir Bourrelet.

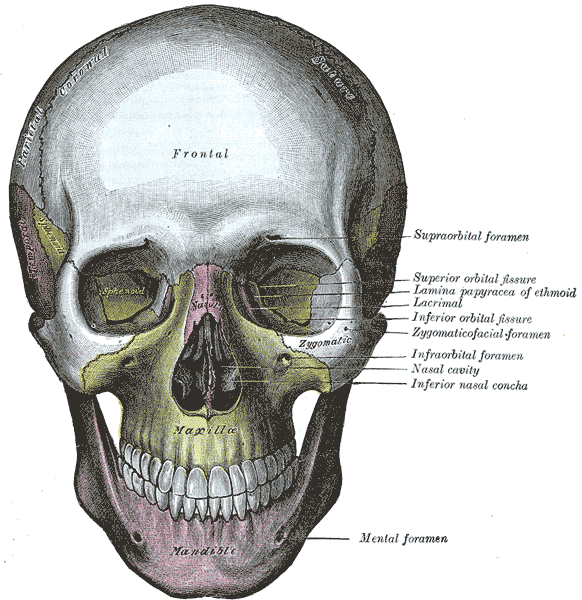

Le bourrelet sus-orbitaire, appelé aussi torus sus-orbitaire ou torus supraorbitalis, est une saillie osseuse située au-dessus de l'orbite et au-dessous du front. Il se trouve au niveau des sourcils. On le retrouve chez des nombreux mammifères, mais il est réduit (voire absent) chez les humains actuels.
Le bourrelet sus-orbitaire est un caractère ancestral dans la lignée humaine que l'on observe chez Homo erectus ou chez l'homme de Néandertal.

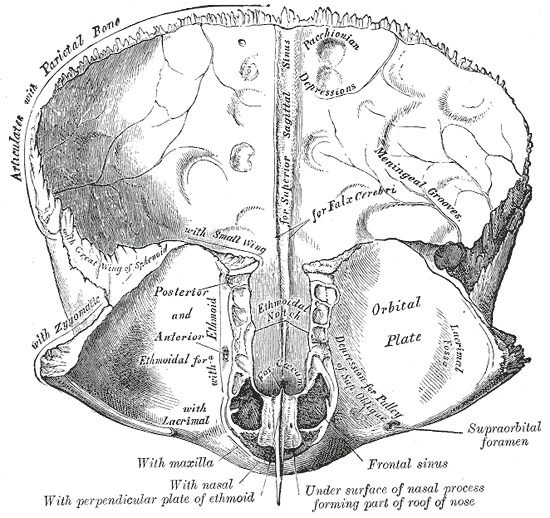
Os frontal, surface interne.
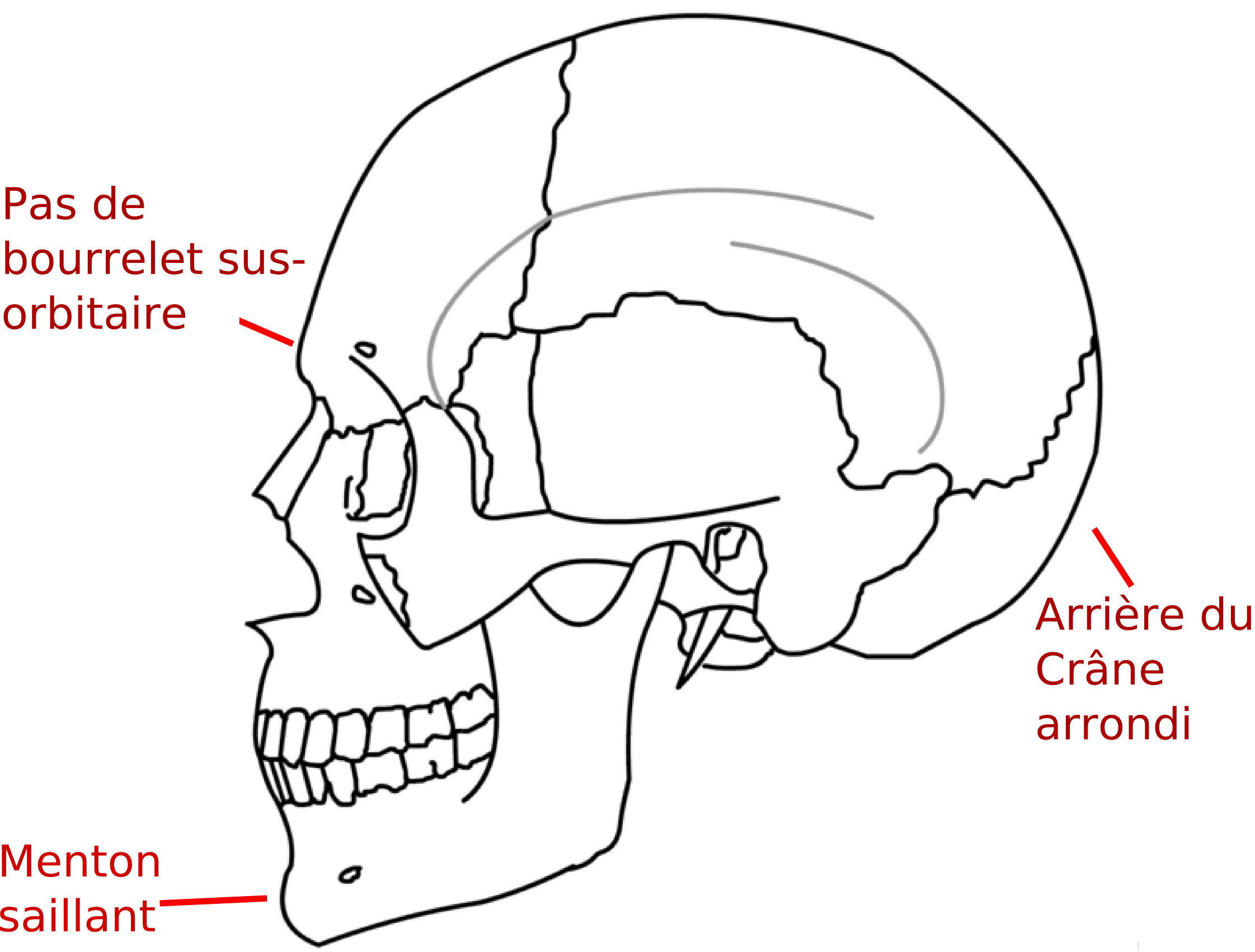
Les caractères dérivés propres au crâne humain.
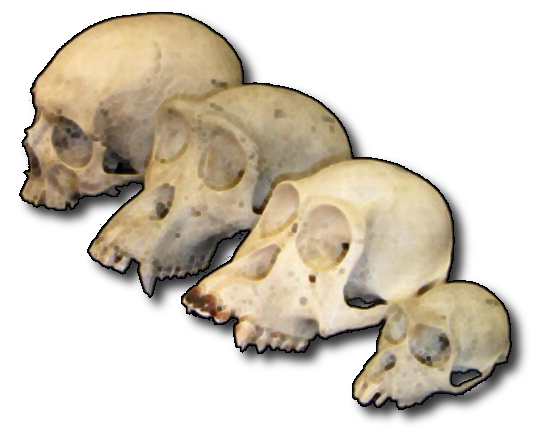
Crânes d'un Homo sapiens, d'un chimpanzé, d'un orang-outan et d'un macaque.

## Conception anthropologique
L'importance des bourrelets sus-orbitaires varie selon les différentes espèces primates, actuels ou fossiles. Les plus proches parents de l'homme qui existent de nos jours, les grands singes, ont des bourrelets supra-orbitaires relativement prononcés, alors que chez l'homme moderne ils sont relativement réduits. Le témoignage des fossiles indique que le bourrelet supra-orbitaire s'est réduit chez les premiers représentants du genre Homo à mesure que la voûte crânienne prenait de l'importance et venait se placer à la verticale, au-dessus du visage.
Certains paléoanthropologues distinguent torus et bourrelet. Anatomiquement, un torus est une saillie de l'os. Selon ce point de vue, les hominidés fossiles avaient un torus, mais les humains modernes n'ont plus qu'un bourrelet.

## Utilité
Le bourrelet sus-orbitaire est un épaississement de l'os au-dessus des yeux. Il renforce les os du visage, qui sont plus faibles, de la même façon ou à peu près que le menton des hommes modernes s'est développé en renforçant leur mâchoire inférieure, relativement mince. Cette contrebutée était nécessaire chez les pongidés et les premiers hominidés en raison de l'effort énorme produit sur leur crâne par leur appareil masticatoire puissant ; la meilleure démonstration se trouve chez quelques-uns des représentants du genre Paranthropus. Le bourrelet sus-orbitaire est l'un des derniers traits à disparaître au cours de l'évolution qui conduit à l'homme moderne et il n'a disparu qu'avec le développement moderne d'un lobe frontal prononcé. C'est l'une des différences les plus marquantes entre Homo sapiens et Homo neanderthalensis. On appelle cette théorie « modèle bio-mécanique pour la formation du bourrelet sus-orbital ». Le bourrelet qui correspond à un renforcement des structures osseuses de soutien est en lien avec la pneumatisation de cette saillie osseuse.